# Langebro

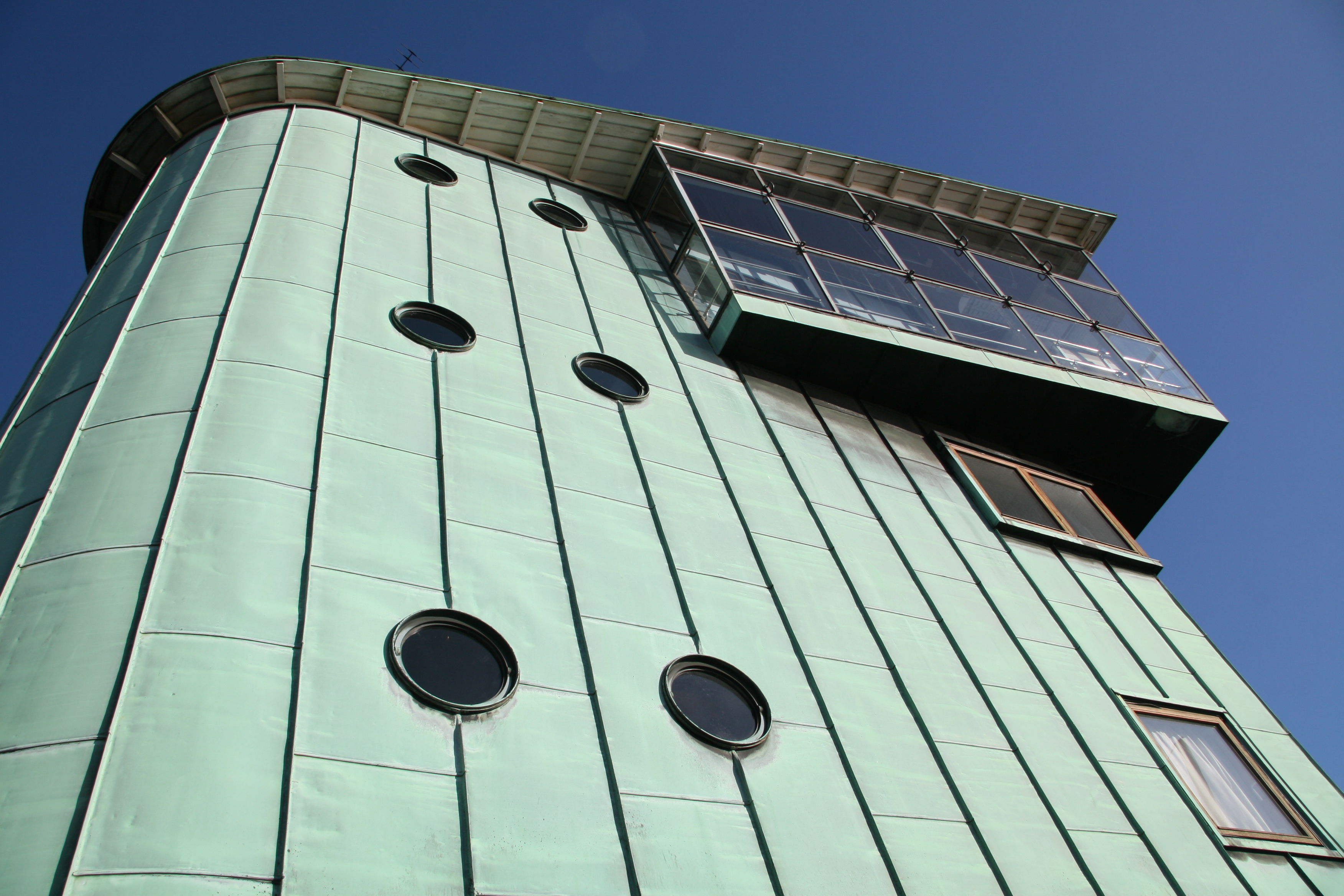
A hídház

A Langebro híd Koppenhágában. Az Amager szigetén fekvő Vestamager városrészt köti össze a belvárossal a belső kikötő (Inderhavnen) felett. A város két leghíresebb belvárosi hídjának egyike a Knippelsbro mellett.

## Történelem
A híd története 1686-ig nyúlik vissza, amikor V. Keresztély dán király rendeletére hidat emeltek ezen a helyen, főként védelmi szempontok miatt. Ez a híd évszázadokig fennállt, bár többször átépítették, legutóbb 1875-ben. 1903-ban egy új hidat emeltek a helyén, amely IX. Keresztély dán király nevét viselte. Ez a vasuti forgalmat is kiszolgálta: az Amagerbanen vonatai ezen haladtak át a hajózócsatorna felett. A gyorsan növekvő forgalom új híd építését tette szükségessé, ezért 1930-ban ideiglenes hidat emeltek, amíg el nem készül az új Langebro. Erre végül – többek között a II. világháború miatt – egészen 1954-ig kellett várni.

## Jellemzők
A híd hossza 252 m, szélessége 32 m. Mivel a híd a belső kikötő hajózóútja fölött ível át, felnyithatóra építették. Napjainkban azonban a Sydhavnen (a hídtól délre eső kikötőrész) jelentősége csökken, így csak ritkán nyitják fel, akkor is az esti órákban, hogy minimalizálják a forgalmi hatásokat.

### Külső hivatkozások
- Portræt af Langebro, highways.dk (dán)
- Langebro, structurae.de (angol, francia, német)